# Puerto del Pico
Puerto del Pico är ett bergspass i Spanien.   Det ligger i provinsen Provincia de Ávila och regionen Kastilien och Leon, i den centrala delen av landet, 110 km väster om huvudstaden Madrid. Puerto del Pico ligger 1 397 meter över havet.
Terrängen runt Puerto del Pico är lite bergig, och sluttar söderut. Runt Puerto del Pico är det glesbefolkat, med 19 invånare per kvadratkilometer. Närmaste större samhälle är Arenas de San Pedro, 13,8 km sydväst om Puerto del Pico. 